# Розанова, Светлана Алексеевна
Светла́на Алексе́евна Ро́занова (род. 24 марта 1934, Ростов-на-Дону) — доктор педагогических наук, профессор МИРЭА, читает лекции и ведёт упражнения по всем разделам общего курса математики.

## Биография
Закончила школу в Новороссийске.
- 1957 год — окончила механико-математический факультет Московского государственного университета имени М.В. Ломоносова по специальности «Математика».
- 1957—1961 гг. — младший; затем старший научный сотрудник теоретического отдела в/ч 01168.
- С 1961 г. работает в МИРЭА: ассистент, старший преподаватель, доцент, профессор.
- 1974 год — кандидат физико-математических наук.
  - затем в докторантуре; научные руководители В. Л. Матросов и И. И. Баврин.
- 1998 год — избрана член-корреспондентом Академии педагогических и социальных наук.
- 2003 год — защитила докторскую диссертацию по специальности «Методика преподавания и воспитания (математика)» на соискание ученой степени доктора педагогических наук[2].

## Труды
Светлана Алексеевна — автор более 100 печатных работ,
в том числе: монографии «Математическая культура студентов технических вузов» (М: Физматлит, 2003).

## Общественная деятельность
- 1976—1985 гг. — народный депутат Гагаринского района Москвы; председатель Постоянной комиссии по народному образованию.
- Член Научно-методического совета по математике при Министерстве общего и профессионального образования (более 15 лет).
- Исполнительный директор Центра современного образования (президент: Л. Д. Кудрявцев).

Светлана Алексеевна участвовала в выполнении проектов различных вузов (МИРЭА, РУДН, МГСУ, Яр.ГУ), поддерживаемых грантами Министерства образования РФ.

## Награды
- Нагрудный знак «Почётный работник МИРЭА» 3 степени
- Медалью К.Д. Ушинского награждена профессор кафедры высшей математики Института искусственного интеллекта РТУ МИРЭА Светлана Алексеевна Розанова. Медаль К.Д. Ушинского относится к ведомственным наградам Министерства образования и науки Российской Федерации.
- Лауреат Премии Правительства РФ в области образования 2012г.;
- Заслуженный работник высшего профессионального образования;
- Почётная грамота Министерства образования и науки Республики Армения за вклад в развитие Российско - Армянского образования 2014 год.

## Личная жизнь
- Дочь — математик.
  - Зять — математик.
  - Двое внуков: Михаил; Павел.